# Ataşehir
Ataşehir è un distretto e un comune soggetto al comune metropolitano di Istanbul. È situato sulla parte asiatica della città.

## Amministrazione

### Suddivisioni
Il distretto comprende i seguenti quartieri (mahalleri):
| - Aşık Veysel - Atatürk - Barbaros - Esatpaşa - Ferhatpaşa - Fetih - İçerenköy - İnönü - Kayışdağı | - Küçükbakkalköy - Mevlana - Mimarsinan - Mustafa Kemal - Örnek - Yeniçamlıca - Yenisahra - Yenişehir |

### Gemellaggi
Ataşehir è gemellata con:
- Monheim, dal 2015[1]